# 94-й истребительный авиационный полк (Югославия)
94-й истребительный авиационный полк (сербохорв. 94. lovački puk / 94. ловачки пук) — авиационный полк, участвовавший в составе советских и югославских ВВС во Второй мировой войне. Образован в 1944 году как 111-й истребительный авиационный полк (сербохорв. 111. vazduhoplovni lovački puk / 111. ваздухопловни ловачки пук), обучался инструкторами из советских ВВС.

## История

### 111-й истребительный авиационный полк
111-й истребительный авиационный полк образован 25 декабря 1944 года в Нови-Саде из югославских партизанских лётчиков и советских инструкторов 117-го гвардейского истребительного авиационного полка. Участвовал в заключительных операциях по освобождению Югославии, базировался на аэродромах Нови-Сад, Купусина и Сомбор. Был оснащён истребителями Як-1М.
С мая 1945 года стал независимым от советского командования, служил на аэродроме Скопски-Петровац под Скопье. С 1945 года на вооружении 111-го истребительного полка были истребители Як-3, с 1948 — Як-9. В 1948 году переименован в 94-й истребительный авиационный полк.

### 94-й истребительный / истребительно-бомбардировочный авиационный полк
После переименования полк получил 111-й номер. В 1959 году он был выведен из состава 39-й авиационной дивизии и перешёл под подчинение 3-му авиационному командованию. К 1952 году вместо истребителей Як на вооружении полка были американские F-47D Thunderbolt, а он тогда носил имя 94-й истребительно-бомбардировочный авиационный полк (сербохорв. 94. lovačko-bombarderski avijacijski puk / 94. ловачко-бомбардерски авијацијски пук). В 1954 году на вооружение были приняты новые реактивные истребители-бомбардировщики Republic F-84 Thunderjet, а в 1959 году их заменили истребители F-86E Sabre. В том же году полк снова стал истребительным.
В 1961 году по плану реорганизации югославских ВВС «Дрвар» две эскадрильи полка стали 122-й и 123-й истребительными. В 1964 году согласно плану «Дрвар-2» полк был расформирован вместе со 122-й истребительной эскадрильей, а 123-я стала отдельной эскадрильей, подчинявшейся прямо 1-му авиационному корпусу.

## В составе
- 11-я истребительная авиационная дивизия (1944–1945)
- 1-я авиационная дивизия (1945–1947)
- 5-я авиационная дивизия (1947–1948)
- 39-я авиационная дивизия[англ.] (1948–1959)
- 3-е авиационное командование[англ.] (1959–1964)

## Предыдущие наименования
- 111-й истребительный авиационный полк (1944—1948)
- 94-й истребительный авиационный полк (1948—1952)
- 94-й истребительно-бомбардировочный авиационный полк (1952—1959)
- 94-й истребительный авиационный полк (1959—1964)

## Командный состав

### Командиры
| Дата назначения | Имя                |
| --------------- | ------------------ |
|                 | Любомир Попадич    |
|                 | Михайло Николич    |
|                 | Милан Мариянович   |
|                 | Гойко Грубор       |
|                 | Михайло Вранешевич |
|                 | Богдан Попович     |
|                 | Никола Джурджевич  |
|                 | Стоян Мутич        |
|                 | Мурат Ханич        |
|                 | Живко Радосавлевич |
|                 | Никола Миятов      |

### Политруки
| Дата назначения | Имя          |
| --------------- | ------------ |
|                 | Милан Зрилич |
|                 | Чиро Бегович |

## Авиапарк
- Як-1М (1944–1948)
- Як-3 (1945–1948)
- Як-9П (1948–1952)
- F-47D Thunderbolt (1952–1954)
- F-84G Thunderjet (1954–1959)
- F-86E Sabre (1959–1964)